# 深洋蟹科
深洋蟹科（學名：Bythograeidae）是短尾下目下的一個科，其下生物多生活在深海熱泉附近。該科是深洋蟹總科（學名：Bythograeoidea）下唯一的科，含六屬十四種蟹。 該科與其他蟹的關係尚不明朗。